# Stazione di Genova Rivarolo
La stazione di Genova Rivarolo è una stazione ferroviaria situata tra le stazioni di Genova Sampierdarena e Genova Bolzaneto. Serve i quartieri di Rivarolo Ligure e Certosa.
È sita nei pressi della biblioteca civica Cervetto, del teatro Albatros e di via Germano Jori, parte del consorzio "Mille passi a Certosa".

## Storia
La stazione, in origine denominata semplicemente "Rivarolo", entrò in servizio all'attivazione del tronco ferroviario da Busalla a Genova, avvenuto il 18 dicembre 1853.
Nel 1926, in conseguenza dell'aggregazione a Genova dei comuni limitrofi, la stazione – che nel frattempo era stata ribattezzata "Rivarolo Ligure" – assunse la nuova denominazione di "Genova Rivarolo".

## Strutture e impianti
La stazione possiede tre binari di quale uno di testa, mai usato; due banchine per l'attesa e un sottopasso pedonale.
Il 22 aprile 2024 è stato aperto nei locali della stazione ferroviario un punto informativo per far conoscere ai cittadini il cantiere del Progetto Unico del Terzo Valico/nodo di Genova e Campasso.

### Accessibilità
La stazione è dotata complessivamente di due binari a servizio dei viaggiatori con relative banchine.
La stazione è dotata dei seguenti servizi per l'accessibilità:
- Presenza di sistemi di informazione al pubblico sonori;
- Presenza di sistemi di informazione al pubblico visivi;
- Presenza di parcheggi con posti riservati;
- Percorso senza barriere (in piano e/o con rampa) fino al binario: 1.

## Movimento
La stazione è servita da tutte le corse regionali svolte da Trenitalia della relazione Genova-Arquata Scrivia-Novi Ligure, nell'ambito del contratto di servizio stipulato con la Regione Liguria.

## Servizi
La stazione, che RFI considera di categoria silver, dispone di:
- Biglietteria automatica di Trenitalia[9];
- Sala d'attesa[5];
- Distributore automatico di snack e bevande[5].

## Interscambio
La stazione è servita dalle linee di autobus dell'AMT,  e dista poco più di un chilometro dalla stazione Brin della metropolitana di Genova, anch'essa gestita da AMT.